# Ballads (Mary J. Blige)
Ballads è un album di raccolta della cantante statunitense Mary J. Blige, pubblicato nel 2000 solo in Giappone.

## Tracce
1. Overjoyed (Stevie Wonder cover)
2. You Remind Me
3. Beautiful
4. Everything
5. Slow Down
6. I Never Wanna Live Without You
7. Seven Days
8. (You Make Me Feel Like A) Natural Woman
9. I Don't Want to Do Anything (MTV Uptown Unplugged Version)
10. Give Me You
11. No Happy Holidays
12. Your Child
13. Missing You
14. I Love You
15. Don't Go
16. Misty Blue (Live)